# 高浜町 (石川県)
高浜町（たかはままち）は、かつて石川県羽咋郡に属していた町。現在の志賀町の南部に相当する。

## 地理
- 西は日本海に面し、南側は眉丈台地、眉丈山系の丘陵にかかる。
- 米町川、於古川の河口には、高浜漁港がある。
- 河川 - 米町川、於古川、菱根川
- かつては北前船の寄港地としても発展した。近世の主な産業は安部屋縮だったが、その後化学繊維工業に転換し、羽咋郡下一の産業となった。

## 歴史
- 近世初期 - 若狭国高浜（現・高浜町）の漁民が移住したことで、この地が高浜となる。
- 1889年（明治22年）4月1日 - 町村制の施行により、羽咋郡高浜町および大念寺村が合併し高浜町が発足。
- 1925年（大正14年）3月3日 - 能登鉄道（後の北陸鉄道能登線）の羽咋駅 - 能登高浜駅間が開通、能登高浜駅開業。
- 昭和初年 - 高浜で1 - 11区制を施行。
- 1947年（昭和22年）- 高浜町立高浜中学校開校。
- 1949年（昭和24年）- 石川県立羽咋高等学校定時制高浜分校開校。
- 1955年（昭和30年）
  - 4月28日 - 中甘田村と合併し、改めて高浜町が発足。
  - 8月10日 - 羽咋町犱谷（くるみだに）の区域を編入し、甘田に改称。
- 1963年（昭和38年） - 羽咋高等学校高浜分校が石川県立高浜高等学校となる。
- 1970年（昭和45年）11月1日 - 志賀町と合併し、改めて志賀町が発足。高浜と大念寺を統合して高浜町とし、他の7大字は志賀町の大字に継承。旧高浜町役場の庁舎は志賀町役場の庁舎となる。

## 行政

### 町長
| 代 | 人 | 氏名     | 就任                      | 退任                       | 備考           |
| -- | -- | -------- | ------------------------- | -------------------------- | -------------- |
|    |    | 寺島信一 | 1955年（昭和30年）4月28日 | 1955年（昭和30年）6月10日  | 町長職務執行者 |
| 1  | 1  | 加藤卓三 | 1955年（昭和30年）6月11日 | 1959年（昭和34年）6月10日  |                |
| 2  | 2  | 南浩三郎 | 1959年（昭和34年）6月11日 | 1963年（昭和38年）6月10日  |                |
| 3  | 2  | 南浩三郎 | 1963年（昭和38年）6月11日 | 1967年（昭和42年）6月10日  |                |
| 4  | 2  | 南浩三郎 | 1967年（昭和42年）6月11日 | 1970年（昭和45年）10月31日 |                |

## 交通

### 鉄道
- 北陸鉄道能登線
  - 甘田駅 - 大島駅 - 能登高浜駅

### 道路
- 外浦街道（現在の国道249号）

## 教育

### 小学校
- 高浜町立高浜小学校（現・志賀町立高浜小学校）

### 中学校
- 高浜町立高浜中学校（後、志賀町立高浜中学校。2007年4月に志賀町立志賀中学校に統合）

### 高等学校
- 石川県立高浜高等学校

## 娯楽
- 高浜東映 - 映画館
- 高浜大衆館 - 映画館